# Georg Wilhelm Steller
Georg Wilhelm Steller, né le 10 mars 1709 à Windsheim près de Nuremberg et mort le 14 novembre 1746 à Tioumen, est un botaniste, un zoologiste, un médecin et un explorateur.

## Biographie
Georg Wilhelm Steller est né à Windsheim, près de Nuremberg, dans le Saint-Empire. Son père, Johann Jakob Stöhler, est un chantre luthérien. Steller étudie la théologie à l'Université de Wittenberg, puis la botanique et la médecine à l'Université de Halle. Apprenant que l'Impératrice Anne de Russie prévoit d'envoyer une expédition explorer l'Alaska sous la direction de Vitus Béring, Steller part s'établir à Saint-Pétersbourg en novembre 1734. Il y rencontre Théophane Prokopovitch, archevêque de Novgorod, qui l'engage comme médecin et le fait recruter par l'Académie des sciences de Saint-Pétersbourg. En Russie, il modifie son nom en « Steller », plus facile à prononcer pour les Russes. En 1736, il épouse Birgitte Messerschmidt, veuve du médecin et naturaliste allemand Daniel Gottlieb Messerschmidt, un spécialiste de la Sibérie vivant dans la pauvreté à Saint-Pétersbourg.
Théophane Prokopovitch fait nommer Steller membre de la Seconde expédition au Kamtchatka de Vitus Béring en 1736. Le but de cette expédition est de cartographier les côtes de la Sibérie dans l'océan Arctique ainsi que de rechercher un passage à l'est pour accéder à l'Amérique du Nord. Steller doit y aider les professeurs Johann Georg Gmelin et Gerhard Friedrich Müller. Il quitte Saint-Pétersbourg en janvier 1738 et rejoint l'expédition une année plus tard, en Sibérie. L'expédition atteint Okhotsk sur la côte orientale en août 1740.
En septembre, l'expédition navigue le long de la péninsule du Kamtchatka. Steller passe l'hiver à Bolcheretsk où il participe à la fondation d'une école. Il est rejoint par Louis de l'Isle. Il accompagne ensuite Bering dans son voyage en Amérique. L'expédition atteint l'île Kayak en Alaska en juillet 1741 pour y puiser de l'eau potable et le 20 juillet, Steller va y étudier la flore et relever cent soixante espèces inconnues.
Steller décrit de nombreuses espèces animales ou végétales pour la première fois dont notamment le Geai de Steller (Cyanocitta stelleri).

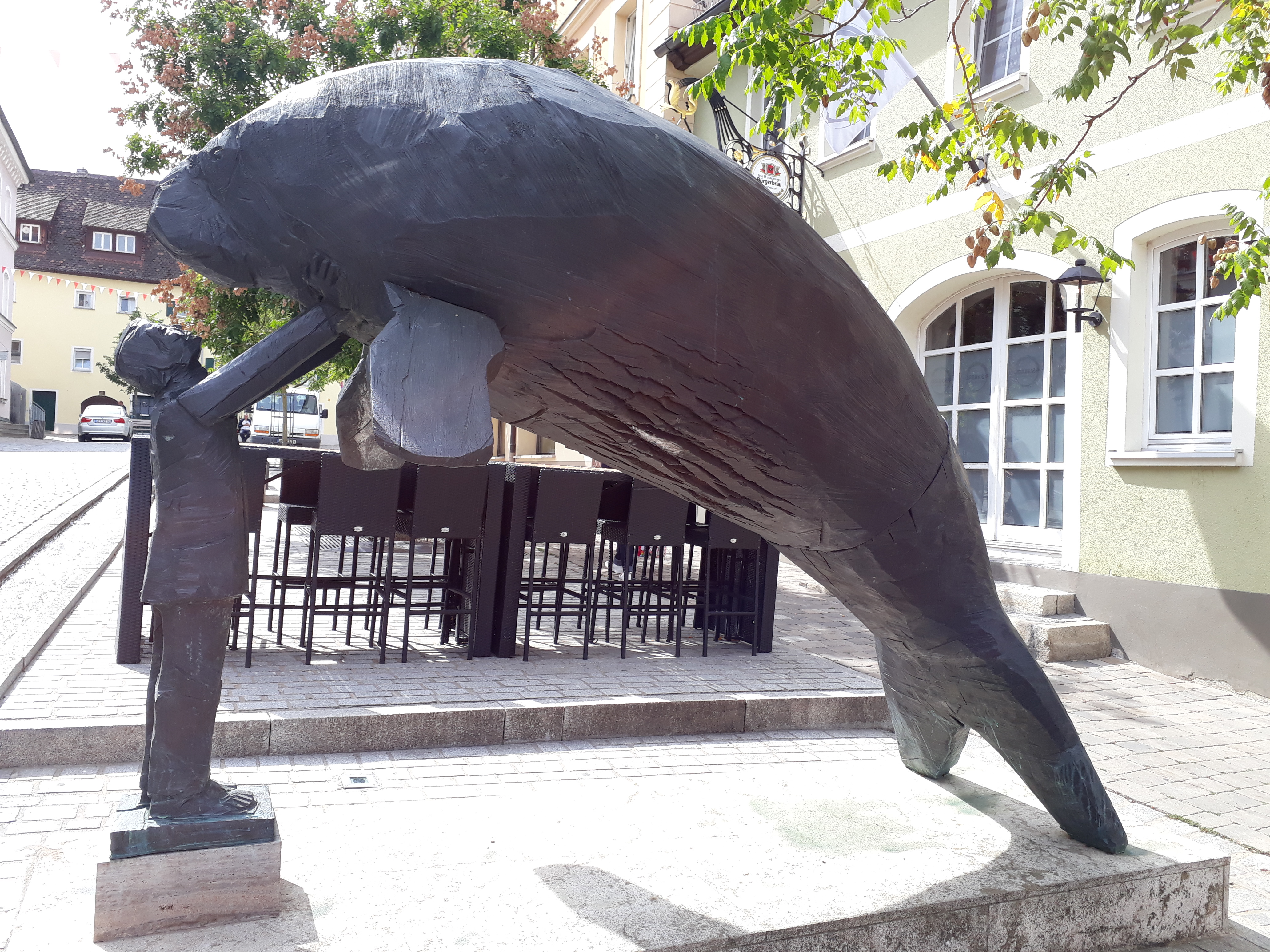
Une statue à Bad Windsheim, hommage à sa description de la rhytine.

Sur le chemin du retour, l'expédition s'échoue sur l'Île Béring. Durant l'hiver qu'ils passent sur cette île, Bering et presque la moitié des membres de l'expédition meurent de scorbut. Les rescapés survivent en chassant le renard arctique. Steller écrit De Bestiis Marinus (publié en 1751), dans lequel il décrit la faune de l'île et en particulier différentes otaries, la loutre de mer, le lion de mer de Steller, la Rhytine de Steller ou vache de mer (aujourd'hui éteinte), l'Eider de Steller et le Cormoran de Pallas (également éteint).
Au printemps, l'équipage construit un nouveau bateau et regagne Okhotsk. En mai 1743, il fait une courte expédition aux Kouriles puis reste au Kamtchatka jusqu'au 3 août 1744. Il va y étudier les Kamtchadales et, en 1743, en opposition aux Russes, va libérer dix-sept indigènes accusés de rébellion. Il doit être arrêté pour cela mais arrive à Irkoutsk en 1745 et meurt à Tioumen le 12 novembre 1746 dans des circonstances restées non élucidées. Officiellement il serait mort d'une fièvre.
Ses journaux sont transmis à l'Académie et sont publiés par Peter Simon Pallas. Ils fourniront d'utiles données pour les futurs explorateurs, notamment le capitaine James Cook.
Une édition en allemand de ses journaux a été publiée en 2000, ils ont été traduits en anglais.

## Minéralogie
La stellérite, zéolithe des îles du Commandeur, lui a été dédiée par le minéralogiste polonais Józef Marian Morozewicz.

## Orientation bibliographie
- Die Grosse Nordische Expedition: Georg Wilhelm Steller (1709-1746): Ein Lutheraner erforscht Siberien und Alaska. Ein Austellung der Frankeschen Stiftungen zu Halle. Hrsg. von Wieland Hintzsche und Thomas Nickol. Perthes (Gotha) : x + 347 p.
- À la découverte de la Sibérie. Documentaire Allemand (ZDF), version française par Arte. Diffusé fin 2013 et début 2014 sur Arte. 88 min, HD 16/9.
- Le crépuscule des vaches de mer. Le Guetteur Éditions 2012. Ouvrage qui évoque la découverte et la disparition de la Rhytine de Steller, mais dont l'essentiel porte sur la vie du naturaliste Georg Wilhelm Steller, plus particulièrement durant la seconde expédition au Kamtchatka de Vitus Béring.
- Corey Ford, Where the Sea Breaks Its Back: The Epic Story of Early Naturalist Georg Steller and the Russian Exploration of Alaska, 1966.
- Eric Hoesli, L'épopée sibérienne : La Russie à la conquête de la Sibérie et du Grand Nord, Editions des Syrtes, 2018